# Peuren
Peuren is een van de oudste vormen van vissen op paling.
Bij het peuren wordt de paling niet gevangen door middel van een vishaak, maar met een peur. Dit is een hoeveelheid wormen, meestal zo'n 30 stuks, aaneengeregen met garen tot een grote ring. De peur wordt daarbij met een draad bijeengebonden. Boven in de peur wordt aan de peurlijn een kegelvormig stuk lood (tussen de 20 en 125 gram) geplaatst. Dit kan echter ook met een zware dobber die uitgemeten wordt, zodat de peur juist aan de bodem wordt aangeboden. Door de peur met de peurstok vlak boven de bodem op en neer te bewegen waaiert deze als een kwast uit, waarbij de geur van de wormen wordt verspreid. Dit geurspoor trekt de paling aan. Vaak gebeurt het peuren 's nachts omdat de paling dan het meest actief naar voedsel zoekt. 